# ساكو (مين)
ساكو (بالإنجليزية: Saco)‏ هي مدينة في مقاطعة يورك، مين، الولايات المتحدة. بلغ عدد السكان 18,482 في تعداد عام 2010. وهي موطن منتزه فيري بيتش الوطني، وكذلك فانتاون سبلاش يو إس أيه، أكاديمية ثورنتون، فضلا عن أنظمة جنرال داينمكس للتسليح (المعروف أيضا باسمه السابق، ساكو ديفينس)، وهي شركة تابعة لجنرال ديناميكس للمقاولات. تستقبل ساكو العديد من السياح خلال أشهر الصيف، ويرجع ذلك إلى وجود الملاهي بها، مثل منتزه فيري بيتش، وشاطئ أولد أورتشارد.
مدينة ساكو هو جزء من منطقة بورتلاند-ساوث بورتلاند-بيدفورد العمرانية الإحصائية. تعتبر ساكو المدينة التوأم لبيدفورد.

## أعلام
- ادمون قود
- جورج فوستر شيبلي
- موسى ماكدونالد
- تشارلز هنري غرينغر
- ريتشارد كاتس
- جورج لينكولن غودال
- جيم ماكورميك
- كينيث ويلسون